# Писемский, Фёдор Андреевич
Фёдор Андреевич Писемский (ум. 28 февраля [10 марта] 1591) — русский дипломат, думный дворянин и воевода в царствование Ивана Грозного и Фёдора Ивановича. Происходил из костромского дворянства. В 1564—1573 годах вместе с Афанасием Нагим участвовал в переговорах с крымским ханом Девлет I Гиреем о заключении мира и за свои заслуги в 1571 году был зачислен в опричнину.
В 1583—1584 годах Писемский возглавлял посольство в Англию по вопросам заключения военного союза и женитьбы царя на Марии Гастингс. В 1584—1585 годах был наместником в Чернигове, в 1586 году принимал участие в переговорах с Польшей. В 1590 году был направлен воеводой во Псков и участвовал в походе против шведского короля Юхана III, затем — в переговорах со шведами. После похода был оставлен в Новгороде Великом и служил там до 1591 года.